# Webley-Revolver
Die Webley-Revolver waren eine Serie von Faustfeuerwaffen, die in Großbritannien für den militärischen und polizeilichen Einsatz gefertigt wurden. Der bekannteste war der Webley Mk. VI, der im Ersten Weltkrieg als Ordonnanzwaffe der Streitkräfte des Vereinigten Königreiches und des Commonwealth diente.

## Technik und Einsatz
Die Webley Mk. VI-Revolver hatten einen abkippbaren Lauf, an dem hinten die Trommel angebracht war (engl.: top-break Revolver). Das System war gelenkig unten am Rahmen des Revolvers angebracht. Verriegelt wurde es am Rahmen oben vor dem Hammer. Mit dem Abkippen wurden die abgeschossenen Hülsen von einem Auswerfer aus den Kammern gezogen und konnten leicht entfernt werden. Alle Modelle verfügten über einen Spannabzug. Obschon die Patronen mit Kordit geladen waren, überschritt die Mündungsgeschwindigkeit v0 nicht 200 m/s. Mit einem Geschossgewicht von mehr als 17 Gramm war der Rückstoß trotzdem erheblich. Berufssoldaten erhielten das erforderliche Training, um diese recht schwere Waffe treffsicher einsetzen zu können. In den verlustreichen Schlachten des Ersten Weltkrieges wurden jedoch viele unzureichend Ausgebildete an die Front geschickt, denen die Handhabung der Revolver Schwierigkeiten bereitete. Aufgrund des hohen Verarbeitungsstandards des Webley Mk. VI waren diese nahezu unverwüstlich und bewährten sich auch unter den extremen Bedingungen des Grabenkrieges.
Die königliche Armee und Marine übernahm die ersten Webleys im Jahr 1887 in ihre Ausrüstung. Den ersten größeren Einsatz erfuhren sie im Zweiten Burenkrieg. Obwohl offiziell 1932 durch den Enfield No. 2 Mark I abgelöst, fanden viele Webleys auch im Zweiten Weltkrieg Verwendung. Der Vorgänger des Webley Mk. VI, der ab 1913 hergestellte Webley Mk. V verschoss im Gegensatz zu den früheren Schwarzpulverwaffen rauchloses Pulver. Im Vereinigten Königreich wurden die letzten Exemplare erst gegen 1970 ausgemustert. Bis dahin dienten sie als Dienstwaffen der Royal Ulster Constabulary und der Ulster Special Constabulary in Nordirland.
Bei der Wehrmacht wurden etliche Varianten der Webley-Revolver offiziell verzeichnet und auch als Beutewaffe genutzt. Eine Übersicht dazu findet sich in der Liste von Revolvern gemäß den Kennblättern fremden Geräts D 50/1.

## Varianten
| Modell   | Einführungsjahr | Kaliber | Details |
| -------- | --------------- | ------- | --- |
| Mark I   | 1887            | .455    | Ursprungsmodell, noch für Schwarzpulver-Patronen eingerichtet, das Griffstück ist leicht zugespitzt (Vogelkopf-Griff)                                                               |
| Mark II  | 1894            | .455    | Leicht modifizierte Version gegenüber Mk I: verstärkter Verschluss und Hammer |
| Mark III | 1897            | .455    | Verbessertes Rahmenschloss, zum Reinigen konnte die Trommel ausgebaut werden |
| Mark IV  | 1899            | .455    | Burenkriegsmodell, Verwendung einer stärkeren Stahlsorte |
| Mark V   | 1913            | .455    | Umstellung auf rauchlose Munition, entsprechende Verstärkung der gesamten Konstruktion                                                                                              |
| Mark VI  | 1915            | .455    | Weltkriegsmodell, für die Massenfertigung vereinfachte Einzelteile, vom Mk. VI wurden über 100.000 Stück gebaut. Griffstück mit flachem Ende. Konnte Pritchard-Bajonett aufpflanzen |
| Mark III | 1923            | .38     | Police & Civilian: kleineres und handlicheres Behördenmodell im Kaliber .38/200 |
| Mark IV  | 1942            | .38     | Military & Police: Militärmodell auf der Basis des Mk III |

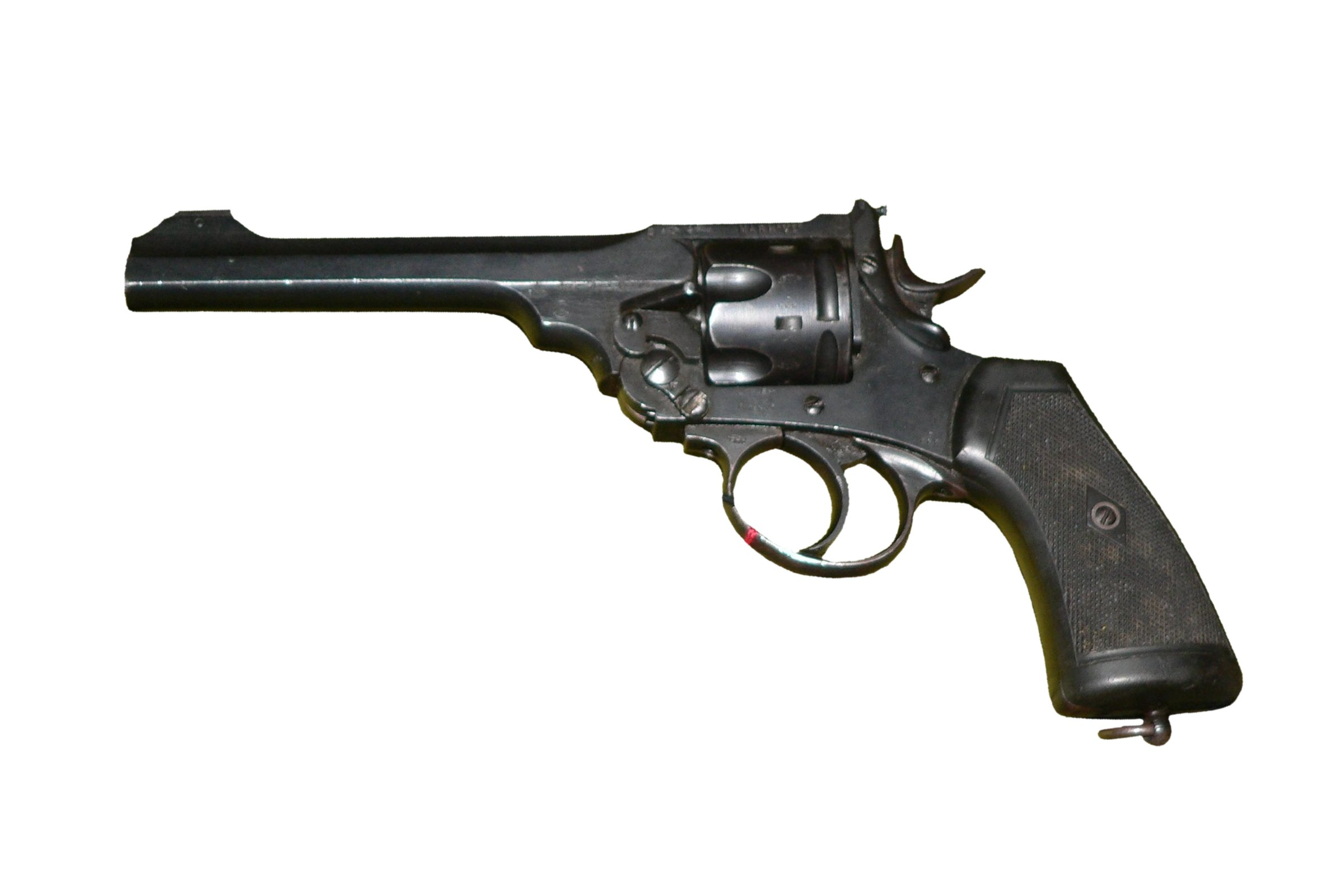
Webley Mk. VI Kaliber .455 Webley
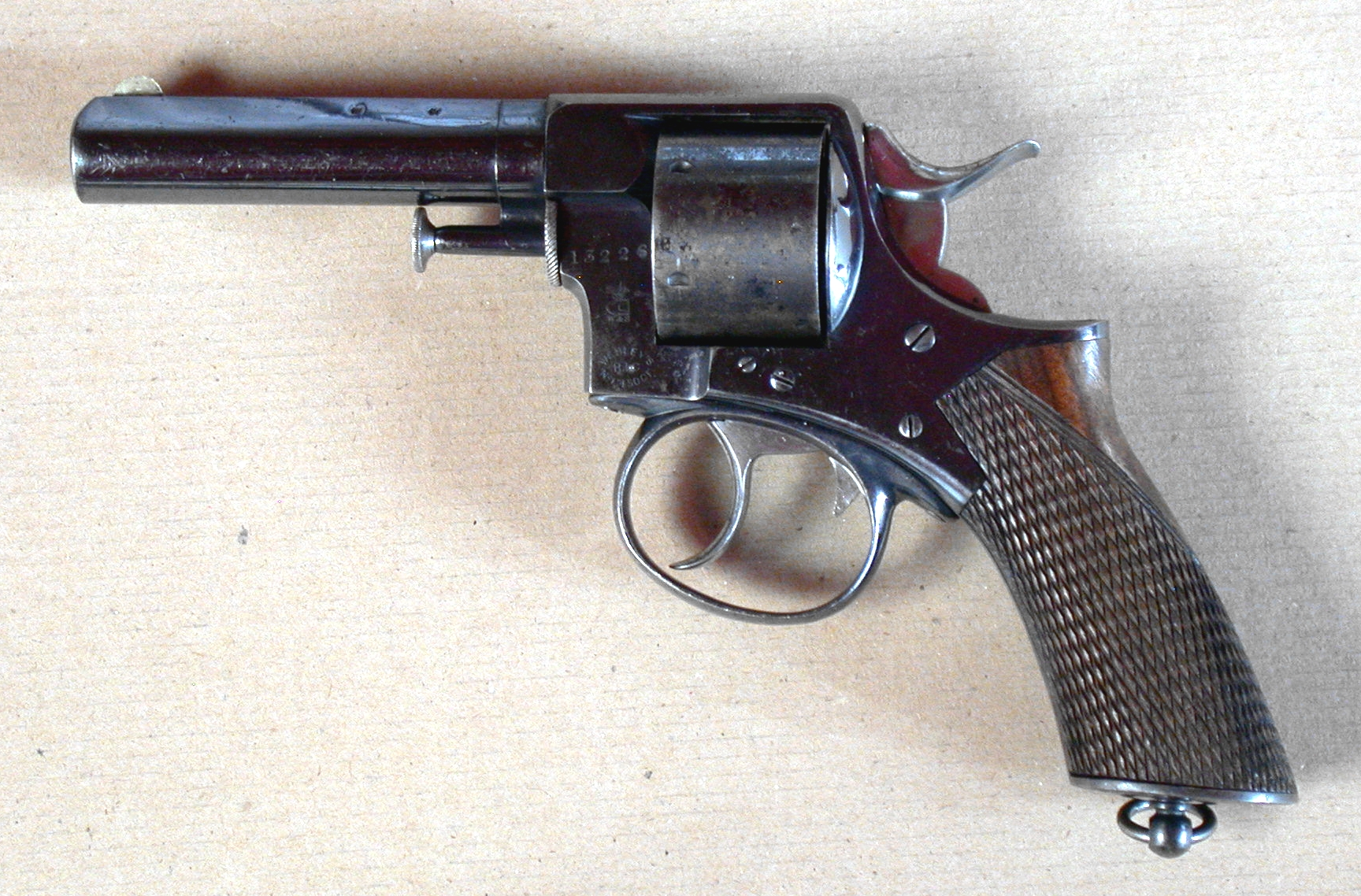
Webley RIC 1868 Kaliber .450 CF
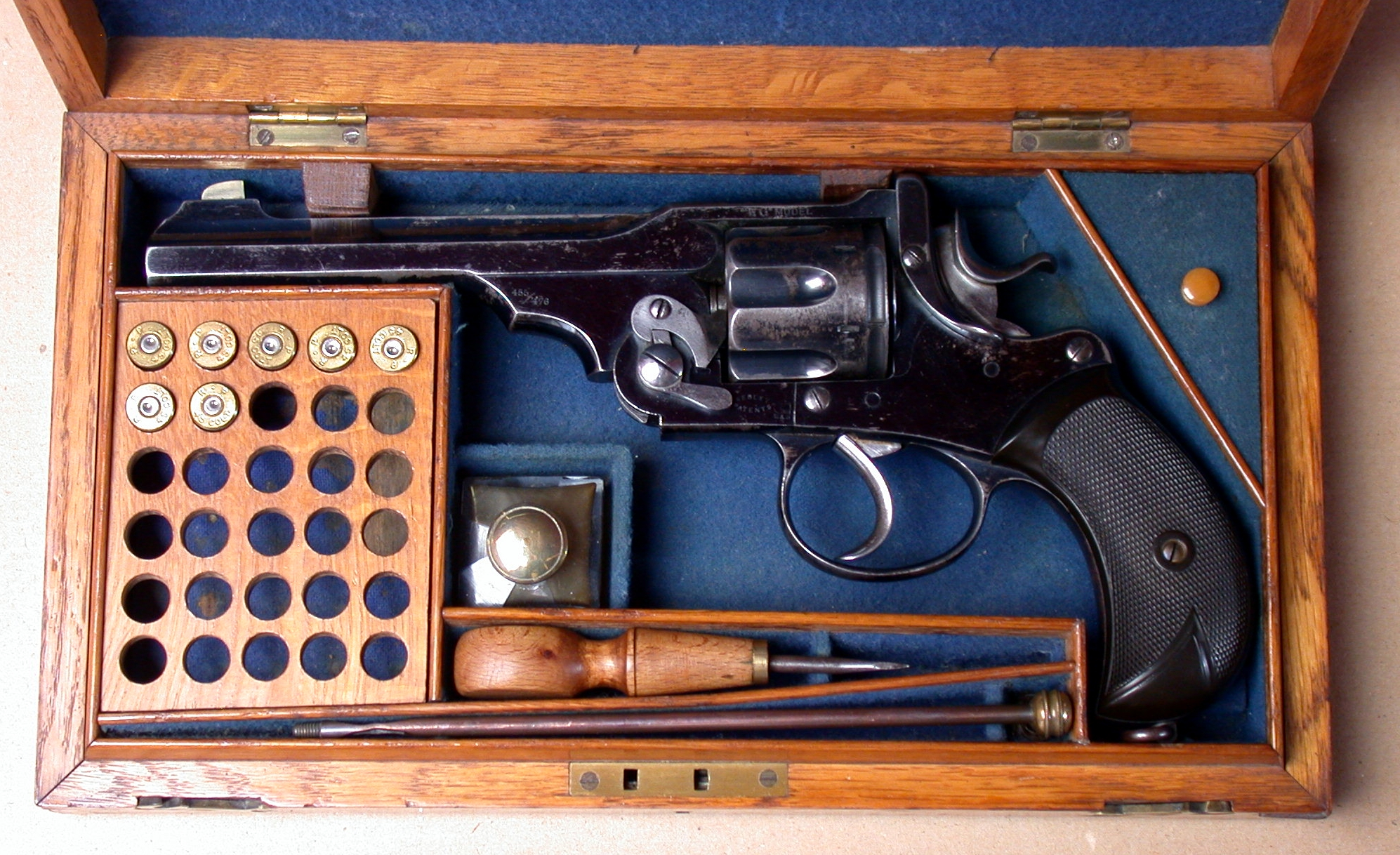
Webley WG (Government) Revolver Kaliber .455/476 in engl. Eichenholzkasten
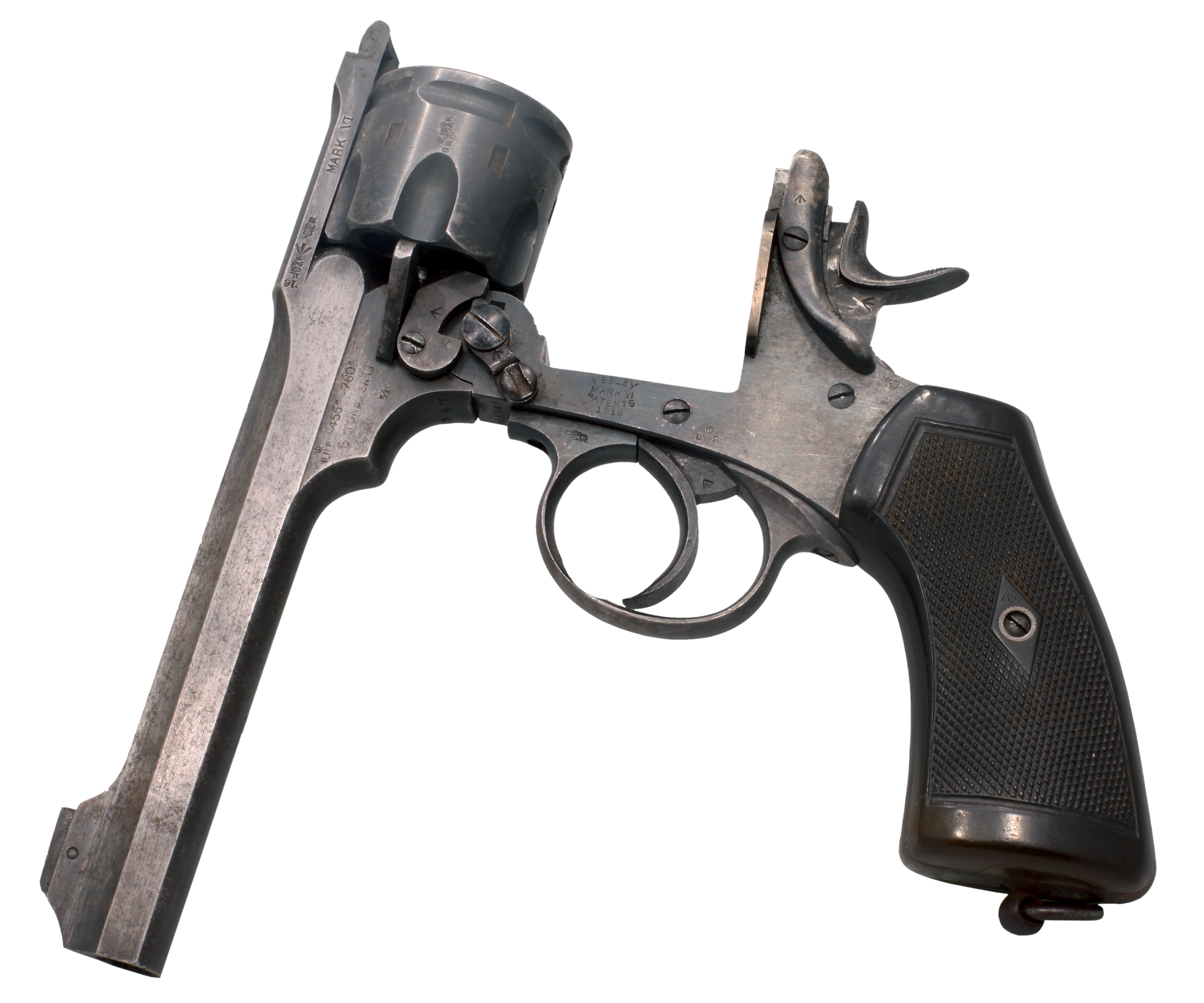
Webley Revolver, Lauf abgeklappt

## Trivia
In den Sherlock-Holmes-Geschichten wird an diversen Stellen der Webley-Revolver von Dr. Watson erwähnt, den dieser nach seinem Kriegseinsatz im Afghanistankrieg als pensionierter Feldarzt offenbar weiterhin mit sich führen durfte und der des Öfteren zum Einsatz kam.
In Dashiell Hammetts Kriminalroman Der Malteser Falke wird der Partner des Detektivs Sam Spade durch einen Webley-Revolver getötet, der als „englisches Fabrikat“ identifiziert und zum Zeitpunkt der Geschichte (um 1930) „nicht mehr hergestellt“ wird.